# 百度浏览器
百度浏览器是百度推出的一款网页浏览器，基于Chromium／Trident内核。百度宣稱其依靠百度的搜索平台，在满足浏览网页的基础上，以百度体系业务整合为优势，可以带来更方便的浏览方式。其官网的宣传标语为“迅捷”、“精选”、“简约”。

## 特色
- 变色龙引擎：可动态读取浏览器主界面背后的系统颜色，并投射到主界面上[2]。

- 六重加速：预取引擎、搜索加速、视频加速、淘宝加速、海外加速和GPU加速，其中海外加速功能可以使浏览器访问Google相关服务。

- 云存储：融入百度云存储服务百度网盘。

- 医疗安全：为医疗网站提供安全认证。

## 历史
2014年11月，百度浏览器7.0发布，百度宣称是中国大陆首个采用Chrome 38正式版内核的浏览器。
2015年7月29日，在Windows 10发布当天，百度浏览器发布论坛版，宣布兼容Microsoft Edge内核，成为中国大陆首款配备Edge内核的“三核浏览器”。
2019年4月3日，百度浏览器宣佈将于2019年4月30日对百度浏览器电脑端部分功能停止服务。百度浏览器电脑端将不再更新。
2019年9月30日，百度浏览器宣布停止百度浏览器电脑端的网页浏览等基础功能。
| 2011年7月18日  | V1.2 Beta     | |
| 2012年2月28日  | V2.0          | |
| 2012年12月21日 | V3.0          | |
| 2013年1月6日   | V4.0          | |
| 2013年9月2日   | V5.0          | |
| 2013年10月30日 | V5.1          | |
| 2013年12月10日 | V6.0 Beta     | - 界面全新改版，简而不简，“一•简•轻•新” - 全新logo，快、极简、安全 - 界面优化：取消侧边栏、简化新标签页、调整菜单栏布局 - 打通了搜索栏、新标签页、地址栏的搜索引擎，搜索更方便 |
| 2014年1月20日  | V6.1          | - 支持自定义网址拨号 - 内置拦广告、比价、夜间模式等应用 - 支持导入更多浏览器收藏 - 更强大的广告过滤功能，页面更干净 - 划词翻译、搜索等功能都放入右键菜单，无干扰、更简洁 - 支持将新标签页拖拽为独立窗口 - 新增一套全新皮肤                                                                                                 |
| 2014年3月20日  | V6.2          | - 支持应用商店 - 新增“最常访问”列表，打开方便，还可随时隐藏 - 地址栏和搜索框可所以随意拖动改变大小 - 增强贴吧助手、视频弹窗、截图、安全网银等内置工具 - 下载文件新增预计完成时间，耗时一目了然 |
| 2014年5月8日   | V6.3          | - 更智能：网页云修复 - 更易用：新标签页直通百度风云榜 - 更好玩：应用中心新增游戏 - 更人性：应用中心新增应用 |
| 2014年6月9日   | V6.4          | - 在线视频双倍加速 - 直达世界杯 - 世界杯赛事预测 |
| 2014年7月18日  | V6.5          | - 开启海外高速通道 - 精彩内容运营 |
| 2014年9月5日   | V6.5 抢专版   | - 新增抢火车票功能 - 优化抢小米应用 |
| 2014年11月4日  | V7.0          | - 全新视觉风格，更精致更扁平 - 世界领先的Chromium38极速内核，性能更好、加载更快 - 海淘、购物、看视频、刷网页不用等，引领极速上网新时代 - 应用中心新增应用 - 打造全新首页2.0，更多精彩内容一键直达 - 借助百度大数据倾力打造发现功能，每天都有好网站 - 下载百度云加速、网页访问云安全、失效网页云修复                        |
| 2014年12月4日  | V7.0.增强版   | - 视频加速、海外加速、GPU加速在IE核下也可使用 - 极速内核升级至Chromium V38.0.2125.122 - 优化了极速内核渲染进程CPU占用率 - 优化了变色龙换肤特效 - 修复了字体发虚的问题 - 修复了断点续传导致下载失败的问题 - 修复了部分机器每次启动浏览器都弹出欢迎页的问题                                                                  |
| 2015年1月6日   | V7.1 微信专版 | - 新增桌面微信畅聊功能，上网聊天两不误 ，QQ般聊天体验 - 新增划词搜索，用百度浏览器，“百度一下”更方便 - 支持鼠标的侧键功能，前进后退更便捷 - 支持右键单击直接关闭标签页 - 支持保存网页缩放比例 - 支持拖拽应用，可将应用收入应用盒子 - 优化了记住密码功能，知乎、新浪微博等网站均可记住密码 - 优化了404等异常页面的显示逻辑  |
| 2015年2月5日   | V7.2          | - 电脑和手机百度浏览器收藏双向同步，随时随地访问收藏 - 新增工具栏搜索框，随手一搜更方便 - 新增多款明星皮肤，并不断更新中 - 优化了下载性能，下载更快更稳定 - 开放字体定制功能，支持通过mactype等工具自定义页面文字 |
| 2015年3月26日  | V7.3          | - 新增积分特权，用百度浏览器免费送爱奇艺黄金VIP，看爱奇艺视频无广告 - 新增对高清屏的支持 - 新增老板键功能，Alt+~一键隐藏主界面，并支持自定义 - 新增标签栏位置自定义，可置顶或下置标签栏 - 新增支持双击关闭未激活标签页 - 新增搜索栏热门搜索列表，实时掌握全网热搜内容 - 修复在部分场景下网址状态条遮挡页面操作的问题       |
| 2015年5月5日   | V7.4          | - 全新首页，搜索热词，劲爆新闻一键直达，并支持内容个性化定制 - 新增地址栏下拉菜单，常用网址一键直达 - 性能提升，降低CPU和内存占用，提升冷热启动速度、页面切换速度 - 支持地址栏输入网址在新标签页打开 - 优化了收藏夹体验，收藏列表可平铺展示，收藏管理器内支持多选拖拽、删除等操作 - 优化了下载性能，提升各类文件下载成功率 |
| 2015年6月11日  | V7.5          | - 新首页增加更多内容卡片，有趣，有料 - 浏览器积分中心新增特权，积分可免费下载百度文库资源 - 极速内核下页面支持平滑滚动，页面浏览更流畅 - 支持复制链接或文本后，在新建按钮“+”上右击即可打开该链接或搜索该文本 - 优化收藏的产品设计，收藏栏支持显示更多收藏 - 优化了浏览器性能，内存占用更低                                 |
| 2015年7月16日  | V7.6          | - 首创“超级截图”，浏览器可识别图片中文字（OCR），以及截取视频为GIF - 特权中心再升级，免费兑换爱奇艺，还可免费下载文库资源 - 新增异常网页智能纠错，网页无法访问时将自动搜索正确的网址 - 极速内核升级至Chromium 42，网页流畅度大幅提升 - 支持新建标签页设置为新首页（0.baidu.com）                                           |

## 參看
- 360安全浏览器
- 360极速浏览器
- 猎豹安全浏览器
- 搜狗浏览器
- QQ浏览器
- 世界之窗浏览器